# Дешкин, Георгий Фёдорович
Гео́ргий Фёдорович Де́шкин (23 февраля 1891, Вильна, Литва — 1963) — русский поэт и поэт-эсперантист.

## Биография
Родился в семье служащего железной дороги. Окончил Виленскую гимназию (1909).
В восемь лет начал писать стихи. Гимназистом дебютировал в виленских изданиях «Зорька», «Крестьянин», «Молодые порывы» (1905). В 1908 году увлекся эсперанто. Стал одним из основателей и активных деятелей Виленского общества эсперантистов, представлял его на I Российском конгрессе эсперантистов в Санкт-Петербурге (1910).
До 1915 года жил в Вильне, служил на железной дороге. Во время Гражданской войны в 1918 году в Тбилиси вступил в армию белых. Служил в Геленджике и Новороссийске в продовольственной управе (1918—1920).
С 1921 года жил в Москве. Служил начальником отделения довольствия личного состава морей при ЦУМОРе НКПС (Центральное Управление Морского транспорта, 1921—1922), товароведом Союзхлопкосырья, Центральной базы культтоваров Союзкультторга. Член Союза эсперантистов Советских республик со дня основания (1921), член правления и управляющий делами Всероссийского союза поэтов, член правления и секретарь объединения «Литературный особняк».
Арестован в марте 1938 года. Решением Особого Совещания при НКВД СССР в апреле 1939 года осуждён за шпионаж на восемь лет лагерей. Освобожден из Краслага НКВД СССР в июле 1946. Выехал к дочери в Москву, за что в 1947 году осужден на два года лагерей. После освобождения в январе 1948 года жил в посёлке Ирша Рыбинского района Красноярского края. Реабилитирован в 1955 году. Последние годы провел пенсионером в Мичуринске Тамбовской области, с 1961 в доме инвалидов в Токаревском районе, затем в Кандауровском доме инвалидов.

## Литературная деятельность
Дебютировал в печати в 1905 году. В Вильне участвовал в гимназических литературных кружках и тесно общался с А. П. Дехтерёвым. Первая книга стихов «Стихотворения» (Вильна, 1909) содержала романсные пейзажные зарисовки и лирические исповеди в надсоновском духе. Второй сборник «В великие дни: (Март 1917 г.): Стихи» (Гомель, 1917) посвящён Февральской революции.
После Гражданской войны печатал стихи в сборниках Союза поэтов, сборнике «Лирика» издательства «Неоклассики» (Москва, 1922), готовил третью книгу стихов 1911—1923 «Кочующее сердце». В 1923—1924 печатался также в «Балтийском альманахе» Е. Л. Шкляра и значился представителем «Балтийского альманаха» в России.

## Эсперантистское творчество
Увлёкшись эсперанто, в 1908 году написал своё первое стихотворение на этом языке. Множество стихотворений печатал в различных эсперантистских изданиях («Lingvo Internacia», «La Ondo de Esperanto», «Pola Esperantisto» и других). В Бухаресте вышла книга стихотворений на эсперанто (1912). Участие в эсперантистских изданиях продолжил и после Первой мировой и Гражданской войн — до тех пор, пока с установлением изоляционистского курса И. В. Сталина эсперантистские организации не лишились поддержки и подверглись запретам, а эсперантисты не стали рассматриваться как агенты иностранных спецслужб и пособники международного империализма. Сотрудничество с изданиями на эсперанто возобновил после Второй мировой войны. Известна книга избранных стихотворений 1904—1956, изданная в Белграде (1957).